# Speechless (Lady-Gaga-Lied)
Speechless ist ein Lied der US-amerikanischen Pop-Sängerin Lady Gaga, das auf ihrem zweiten Album The Fame Monster veröffentlicht wurde. Produzent des Albums war Ron Fair.

## Hintergrund
Inhaltlich handelt der Liedtext von Lady Gagas herzkrankem Vater und ihren Gefühlen ihm gegenüber. Ihr Vater hatte seit 15 Jahren eine Herzkrankheit und keine Behandlung gesucht. Während die Sängerin auf Tour war, verschlechterte sich sein Zustand. Das Lied handelt von Telefongesprächen mit ihm, als er angetrunken war und sie nicht wusste, was sie sagen sollte: „My dad used to call me after he'd had a few drinks and I wouldn’t know what to say. I was speechless and I just feared that I would lose him and I wouldn’t be there.“ Der Song sei auch eine „Bitte“ gewesen, die Operation durchzuführen.
Der Sound von Speechless ist stark von Glam-Rock Künstlern wie Queen und David Bowie, Gagas Vorbild, beeinflusst, was den Song vom Rest ihres Albums The Fame Monster abhebt, zumal es auch die einzige Ballade des Albums ist.

## Rezeption

### Kritiken
Speechless bekam gemischte Kritiken. Kitty Empire vom Observer war vom Lied nicht überzeugt und meinte, Balladen seien ein „Schwachpunkt“ Lady Gagas.

### Chartplatzierungen
Der Song war bereits im Dezember 2009 kurzzeitig in den Billboard Hot 100 auf Platz 94 gelistet sowie in den britischen Charts auf Platz 88.
| ChartsChartplatzierungen       | Höchstplatzierung | Wochen |
| ------------------------------ | ----------------- | ------ |
| Vereinigte Staaten (Billboard) | 94 (1 Wo.)        | 1      |
| Vereinigtes Königreich (OCC)   | 88 (1 Wo.)        | 1      |

### Auszeichnungen für Musikverkäufe
| Land/Region               | Auszeichnungen für Musikverkäufe (Land/Region, Auszeichnung, Verkäufe) | Verkäufe |
| ------------------------- | ---------------------------------------------------------------------- | -------- |
| Vereinigte Staaten (RIAA) | Gold                                                                   | 500.000  |
| Insgesamt                 | 1× Gold ·                                                              | 500.000  |

Hauptartikel: Lady Gaga/Auszeichnungen für Musikverkäufe

## Aufführung
Lady Gaga trug Speechless bei den Grammy Awards 2010 zusammen mit Elton John in einem Medley mit ihrem Hit Poker Face und Elton Johns Your Song vor. Auch bei den American Music Awards wurde das Lied aufgeführt. Dabei wurde ein Effekt verwendet, der ihr Piano scheinbar in Flammen aufgehen ließ.